# Paruroctonus luteolus
Espèce
Synonymes
- Vaejovis luteolus Gertsch & Soleglad, 1966

Paruroctonus luteolus est une espèce de scorpions de la famille des Vaejovidae.

## Distribution
Cette espèce se rencontre au Mexique en Basse-Californie et aux États-Unis dans le Sud de la Californie, dans le Sud du Nevada et dans le Sud-Ouest de l'Arizona.

## Description
La femelle holotype mesure 32,5 mm et le mâle paratype 27,6 mm.

## Systématique et taxinomie
Cette espèce a été décrite sous le protonyme Vaejovis luteolus par Gertsch et Soleglad en 1966. Elle est placée dans le genre Paruroctonus par Williams en 1972.

## Publication originale
- Gertsch & Soleglad, 1966 : « Scorpions of the Vejovis boreus group (subgenus Paruroctonus) in North America. » American Museum Novitates, no 2278, p. 1-54 (texte intégral).